# Fort Hall Reservation
Das Fort-Hall-Reservat ist ein Indianerreservat im US-Bundesstaat Idaho, das 1867 für die Boise- und Bruneau-Shoshone-Indianer errichtet wurde. 1868 wurden auch die Fort-Hall-Shoshone und -Bannock und 1907 die Lemhi- und Sheepeater-Shoshone dorthin umgesiedelt. Das Reservat liegt in der Snake River Plain nahe Pocatello. Der Name stammt von Fort Hall, einem historischen Handelsposten der Pelzhändler, der zu einem bedeutenden Rastplatz auf dem Oregon Trail wurde.

## Geschichte
Ursprünglich umfasste das Fort-Hall-Reservat 1.800.000 acres (7300 km²). Es wurde bis in die 1950er Jahre schrittweise auf 524.000 acres verkleinert.
1877 baute die Union Pacific Railroad eine Eisenbahnlinie von Ogden (Utah) durch das Reservat nach Oregon. Hierzu, und um Platz für die expandierende Stadt Pocatello zu schaffen, wurde die Reservatsfläche 1881 neu verhandelt. Weiter ließ der Dawes Act von 1887 das Reservat schrumpfen, so dass es 1900 nur noch die Hälfte der ursprünglichen Fläche umfasste. Aufgrund des Dawes-Acts waren 1956 277.900 Acres (1125 km²) des ehemaligen Stammeslandes des Reservats parzelliert, 204.600 Acres (828 km²) noch in Stammesbesitz und 41.400 Acres (168 km²) unter Verwaltung der US-Regierung.
Nach 1890 übernahmen die Fort-Hall-Shoshone den Sonnentanz von den Östlichen Shoshone und 1915 den Peyote-Kult.
Das Reservat ist gekennzeichnet durch Wasserknappheit. Projekte zur besseren Wasserversorgung bevorzugten zu Beginn des 20. Jahrhunderts vor allem die weißen Farmer. Auch von der Holzwirtschaft und vom Phosphat-Abbau im Reservat profitierten die dort lebenden Indianer kaum. Die Kultur der Fall-Hall-Shoshone wurde unterdrückt und ihre Sprache verboten.
Mit dem 1934 in Kraft tretenden Indian Reorganization Act verschoben sich die Rechte zugunsten der Indianer. Sie durften einen Stammesrat wählen und die wirtschaftliche Entwicklung des Reservats in die eigenen Hände nehmen.
Im Fort-Hall-Reservat gibt es große Armut. Das Einkommen liegt wesentlich tiefer als in der Umgebung und die Arbeitslosigkeit ist hoch. In der zweiten Hälfte des 20. Jahrhunderts erzielten die Fort-Hall-Shoshone und -Bannock steigende Pacht- und Mineralrecht-Einnahmen.

## Heutige Situation
Heute beherbergt das Fort-Hall-Reservat eine Bibliothek, einen Truck Stop, ein Casino, ein Museum und eine Wochenzeitung. Die traditionellen Feste werden gemäß einem regelmäßigen Kalender durchgeführt. Dank vorsichtiger Anpassung an die Kultur der Weißen konnten viele traditionelle kulturelle Elemente erhalten bleiben.